# Certificaat Nederlands als Vreemde Taal (CNaVT)
Das Certificaat Nederlands als Vreemde Taal (CNaVT) (deutsch „Zertifikat Niederländisch als Fremdsprache“) ist ein offizielles, international anerkanntes Niederländischzertifikat, das von Mitarbeitern der Katholischen Universität Leuven entwickelt wird. Das CNaVT besteht aus fünf unabhängigen Examina, die sich an die Sprachniveaus A2 bis C1 des Referenzrahmens des Europarats (GER) anlehnen.

## Prüfung
In drei Teilen A, B und C werden die niederländischen Sprachkenntnisse geprüft:
1. Deel A (luisteren en schrijven) (Hören und Schreiben)
2. Deel B (lezen en schrijven) (Lesen und Schreiben)
3. Deel C (spreken en gesprekken voeren) (Sprechen und Gespräche führen)

## Niveaus

### Maatschappelijk Informeel (Gesellschaftlich Informell)
Das ehemals Profiel Toeristische en Informele Taalvaardigheid (Profil Sprachfertigkeit in Tourismus und Alltag) genannte Niveau entspricht in etwa dem Sprachniveau A2 und ist an Spracheinsteiger gerichtet, die Niederländisch im alltäglichen und privaten gesellschaftlichen Leben gebrauchen möchten. Es wird das allgemeine und das Detailverständnis von, sowie die Gewinnung von Informationen aus kurzen, alltäglichen Texten erwartet. Einfache persönliche Phrasen müssen selbst geschrieben werden.

### Maatschappelijk Formeel (Gesellschaftlich Formal)
Das ehemals Profiel Maatschappelijke Taalvaardigheid (Profil gesellschaftliche Sprachfertigkeit) genannte Niveau entspricht in etwa dem Sprachniveau B1 und ist auf Menschen zugeschnitten, die längere Zeit in den Niederlanden oder Belgien wohnen möchten und sich für die niederländische Sprache, die Kultur sowie für Land und Leute interessieren. Die Texte sind gegenüber Maatschappelijk informeel länger, aber klar und deutlich strukturiert und formeller. Relevante Themen sind: Bank, Theater, Restaurant, Krankenhaus, öffentliche Medien wie Radio und Zeitungen und ähnliche.

### Zakelijk Professioneel (Geschäftlich Professionell)
Das ehemals Profiel Professionele Taalvaardigheid (Profil professionelle Sprachfertigkeit) genannte Niveau entspricht in etwa dem Sprachniveau B2 und ist für Kandidaten gedacht, die Niederländisch im Arbeitsalltag, insbesondere im Gesundheitswesen und in administrativen Berufen, verwenden möchten. Es richtet sich an Personen im Administrativen- oder Dienstleistungssektor, (z. B. Sekretär, Bankangestellter, Rezeptionist). Relevante Themen sind: Büro, Tagung/Konferenz, Produktpräsentation.

### Educatief Startbekwaam (Bildung Grundkenntnisse)
Das ehemals Profil Taalvaardigheid Hooger Onderwijs (Sprachfertigkeit im Hochschulbereich) genannte Niveau richtet sich an Kandidaten, die an einer niederländischsprachigen Universität oder Fachhochschule studieren wollen, und entspricht in etwa B2.

### Educatief Professioneel (Bildung Professionell)
Das ehemals Profil Akademische Taalvaardigheid (akademische und professionelle Sprachfertigkeit) genannte Niveau richtet sich sowohl an Kandidaten, die sich am Ende ihres Studiums „Niederländisch als Fremdsprache“ befinden oder als Lehrer für „Niederländisch als Fremdsprache“ arbeiten möchten, wie auch an Akademiker, die an der Universität arbeiten möchten. Das geforderte Sprachniveau entspricht in etwa C1. Relevante Themen sind: Vorlesungen und Seminare, Selbststudium von Fachliteratur, Diskussionen usw.